# Elisabeth Kuhn
Elisabeth Kuhn, später Elisabeth Gies (* 10. Oktober 1930 in Diedesfeld, jetzt Neustadt-Diedesfeld; † 6. Oktober 2012 in Neustadt an der Weinstraße), war 1949 die erste Deutsche Weinkönigin, nachdem sie unmittelbar davor bereits zur Pfälzischen Weinkönigin gewählt worden war.

## Familie
Elisabeth Kuhn entstammte einer Winzerfamilie und heiratete 1951 den Diedesfelder Weinbauern Ferdinand Gies (1918–2010), mit dem sie drei Söhne hatte. Der älteste, Hermann Gies (* 29. Juni 1952, Promotion zum Dr. rer. nat. 1982 an der Christian-Albrechts-Universität zu Kiel), erhielt eine Professur für Mineralogie (Petrologie/Kristallographie) an der Ruhr-Universität Bochum.

## Wahl
1937 bis 1948 repräsentierte die Pfälzische Weinkönigin ohne zusätzliche Wahl in Personalunion neben dem pfälzischen auch allgemein den deutschen Wein. Am 2. Oktober 1949 gab es in Neustadt an der Weinstraße ebenfalls nur eine einzige Wahlhandlung. 22 Kandidatinnen bewarben sich um den Titel. Elisabeth Kuhn-Gies erinnerte sich 2010, dass sie kein önologisches Fachwissen zu beweisen hatte, sondern lediglich einen kurzen Vers zum Wein aufsagen musste:

„Ich trink auf du und du
dem ganzen deutschen Volke zu
und wünsch ihm Glück und Segen
des edlen Weines wegen.“

Auf Vorschlag des Neustadter Verlegers Daniel Meininger wurde Elisabeth Kuhn zunächst vom Saalpublikum zur Pfälzischen Weinkönigin gewählt. Danach unterbreiteten die Neustadter Organisatoren der damals gegründeten Deutschen Weinwerbung den Vorschlag, künftig eine Weinkönigin aus Vertreterinnen aller Anbaugebiete zu wählen. Neustadt solle Krönungsort bleiben mit Ausnahme der Jahre, in denen dort ein Deutscher Weinbaukongress abgehalten werde. Nachdem dieser Vorschlag angenommen worden war, erhielt Elisabeth Kuhn in einer kleinen Zeremonie eine neue Krone, ein neues Zepter und wurde zusätzlich zur ersten Deutschen Weinkönigin ernannt. Elisabeth Kuhn ist damit die Einzige, die in ein und demselben Jahr den Titel der Pfälzischen und der Deutschen Weinkönigin trug. Seither ist es für eine regionale Weinkönigin nur noch möglich, sich im Folgejahr um die Wahl zur Deutschen Weinkönigin zu bewerben.

## Repräsentation
Im Gegensatz zur heutigen weltweiten Vermarktung von pfälzischem und deutschem Wein fanden in der Mitte des 20. Jahrhunderts verkaufsfördernde Maßnahmen in viel bescheidenerem Maße und meist nur auf regionaler Ebene statt. So war eine Reise in das damals von den Vier Mächten besetzte Berlin zur Grünen Woche die einzige große Unternehmung während der einjährigen Amtszeit der Weinkönigin. Dort wurde sie vom damaligen Regierenden Bürgermeister Ernst Reuter empfangen und löste nach zeitgenössischen Presseberichten stürmische Tumulte aus, als sie zur Eröffnung der Ersten Deutschen Weinwoche im Mai 1950 mit ihren Weinprinzessinnen 1000 Liter „Freiwein“ an die Berliner Bevölkerung ausschenkte. Mehr als 20.000 Berliner waren aus diesem Anlass auf den Platz vor dem Rathaus Schöneberg geströmt. Bei dieser Reise kam die Weinkönigin auch ihrem späteren Ehemann Ferdinand Gies näher, den sie im Jahr darauf heiratete. Er wurde später Bürgermeister von Diedesfeld und – nach der Eingemeindung des Winzerorts – Mitglied des Stadtrats von Neustadt an der Weinstraße.
Elisabeth Gies wohnte zeitlebens in ihrem Geburtsort und trat auch im Alter noch regelmäßig als Ehrengast bei den Wahlen der Pfälzischen und Deutschen Weinkönigin auf, die alljährlich im Herbst stattfinden – meist in Neustadt anlässlich des Deutschen Weinlesefestes.